# مولاي امحمد
مولاي امْحمد والمعروف كذلك بمولاي الأعور (مواليد 1869م - توفي 15 سبتمبر 1946م) هو الابن البكر للسلطان المغربي الحسن الأول، تولى منصب خليفة السلطان على مراكش في عهد والده. ولعب الحاجب ابّا احماد دورا أساسيا في تنحيته من ولاية العهد وتولية المولى عبد العزيز، أصغر أبناء الحسن الأول، العرش سنة 1884م، ليصبح باحماد الصدر الأعظم خلال العصر العزيزي الأول والحاكم الفعلي للمغرب إلى حين وفاته عام 1900م. يذكر لويس أرنو في كتاب «زمن المحلات السلطانية» أن سبب عزله «أفعال صدرت منه غير مرضية وأحوال استبدادية ومخالفته لأحكام شرعية». ومولاي امحمد شقيق مولاي الزين، أمهم للا زينب، أول زوجات للسلطان الحسن.
تعرض مولاي امْحمد للحبس حين تولى المولى عبد العزيز العرش، وهو ما تكرر أيضا في عهد المولى عبد الحفيظ. لكن السلطانين المتعاقبين سيضطران معا إلى إخراجه من الحبس في بعض المناسبات ليراه الناس ويتأكدوا أنه ليس بوحمارة، الرجل الذي تمرد على المخزن وطالب بالعرش زاعما أنه الابن البكر للحسن الأول. حيث أصبح مولاي امحمد رمزا للشرعية المفتقدة، وباسمه تمت كل الثورات منذ 1895، حسب عبد الله العروي.

## نسبه
هو امحمد بن الحسن بن محمد بن عبد الرحمن بن هشام بن محمد بن عبد الله الخطيب بن إسماعيل بن الشريف بن علي بن محمد بن علي بن يوسف بن علي بن الحسن بن محمد بن الحسن الداخل بن القاسم بن محمد بن أبي القاسم بن محمد بن الحسن بن عبد الله بن محمد بن عرفة بن الحسن بن أبي بكر بن علي بن الحسن بن أحمد بن إسماعيل بن القاسم بن محمد النفس الزكية بن عبد الله الكامل بن الحسن المثنى بن الحسن بن علي بن أبي طالب بن عبدالمطلب بن هاشم.

## مسيرته
ولد مولاي امحمد سنة 1869م وأمه للا زينب، أول زوجة للحسن الأول. وكونه وليا للعهد تلقى تكوينا رفيعا وتقليديا من علماء فاس، قبل أن يعين خليفة للسلطان في فاس والدار البيضاء ومراكش. وقاد العديد من الحركات المخزنية باسم السلطان لقمع القبائل المتمردة. ويصفه غابرييل فيير: « إنه متحمس إلى حد الفظاعة، وهو نموذج للسلاطين قاطعي الرؤوس، الذين الهيبة عندهم تتم بالدم. وكان وجهه ملثما بسبب أثار مرض الجدري، الذي لم يترك له سوى عينا واحدة. كان امحمد رغم ذلك الوريث الوحيد لعرش والده واستطاع أن يجمع حوله عددا من الخلص وكانت له قوة فرض آراءه. لكن المشكلة كامنة في القوة تلك، مما كان يقلق با حماد». كان يلقب مولاي امْحمد الأعور «الأمير ذو عين واحدة».

### ولاية العهد
توفي السلطان الحسن الأول في سبتمبر 1894، وسط بلاد من بلاد السيبة، حيث كان يقود حركة ضد متمردي تادلة والرحامنة. ولم يعلم با حماد الخبر، حتى خروجه من بلاد السيبة، أي يومين بعد وفاة السلطان، وأسرع في الرباط، حيث وصل الموكب السلطاني، في تجهيز طقوس البيعة لمولاي عبد العزيز سلطانا جديدا، باختيار من والده الراحل. وسارع الرسل إلى إبلاغ ذات القرار إلى جهات المغرب. تلقى مولاي امحمد خبر تعيين شقيقه الأصغر، ذو الرابعة عشر، بغضب. وقد فاجئه الخبر الأمر الذي لم يسمح له بتهيئ قواته. وحين قرر مغادرة فاس مرفوقا ببعض أتباعه، من أجل تجميع جنده، حوصر بمبعوثي الحاجب با حماد، وبموافقة من مولاي عبد العزيز تم اعتقاله بمكناس. شكل أمر تعيين مولاي عبد العزيز وإبعاد مولاي امحمد مجالا للصراع داخل القصر السلطاني. فريق باحماد ومعه الأميرة للارقية، الجارية الشركسية، والدة مولاي عبد العزيز، والتي كانت المفضلة لدى الحسن الأول، وكان لها تأثير على عدد من قراراته. فيما الفريق الثاني، كان متكونا من شقيقي محمد بن العربي الجامعي، المناصرين للأمير مولاي امحمد، وكان عدوهم اللذوذ هو با حماد. لم يكتفي با حماد بسجن مولاي امحمد، بل تخلص أيضا من الأخوين الجامعي. المعطي الجامعي، الصدر الأعظم السابق، الذي اعتقل ونقل إلى سجن تطوان حيث توفي هناك وهو مكبل اليدين والرجلين. فيما شقيقه محمد الصغير الجامعي، وزير الحرب السابق، بعد 14 سنة من الاعتقال، أطلق سراحه وأنهى أيامه في طنجة في فقر مدقع، بل وصل حد التسول.

### بوحمارة ومولاي امحمد
عاد اسم مولاي امحمد للواجهة عندما ادعى الجيلالي الزرهوني، المعروف ببوحمارة، أنه الابن البكر للسلطان مولاي الحسن، وكان الجيلالي ضمن بعثة الطلبة المغاربة إلى فرنسا للتخصص في الهندسة، وسبق اعتقاله مرة بسبب قصة ملتبسة للخيانة على عهد الحسن الأول، لكنه استفاد من عفو مع وصول مولاي عبد العزيز للحكم. وكان لفرنسا دورا بارزا في ذلك، حيث وثائق رسمية تؤكد أنه تلقى دعما ماليا ولوجيستيا منها. والسبب هو أن باريس لم تكن مرتاحة للسلطان الجديد لأنه كان قد اختار خصمين لها كحلفاء فوق العادة هما لندن وبرلين، حيث عمد الصدر الأعظم با حماد إلى التعاقد مع مهندسين ومستشارين ألمان وإنجليز لعدة مشاريع كبرى. فاستغل الجيلالي الزرهوني اسم الأمير المعتقل مولاي امحمد وادعى أنه الأحق بالملك. ونجح في في هزيمة جيش السلطان الجديد في تازة، التي أعلن نفسه فيها سلطانا جديدا على المغرب.
بعد رحيل با حماد بثلاثة سنوات، أي سنة 1903، قرر مولاي عبد العزيز أن يطلق سراح أخيه امحمد، وأن يجعله يطوف بمناطق المغرب لدحض مقولة بوحمارة أنه ابن للسلطان. وقبِل امحمد المهمة، وغادر سجنه بمكناس وحل بفاس معززا كما يليق بأمير، لكنها كانت حرية مظهر ودامت مجرد أيام. وكتب غابرييل فيير: «لقد تلقى الترحيب الحار واستعاد شعبية لم يكن لينظر إليها بارتياح من قبل شقيقه، الذي سارع لإعادة امحمد إلى سجنه ونبه صحبه أن يلزموا حدودهم».

### الحرية
بقي مولاي امحمد سجينا خلال فترة حكم أخيه مولاي مولاي عبد الحفيظ القصيرة (1908 - 1912). وسيحصل على حريته في عهد أخيه مولاي يوسف. وبقي يحظى بالاحترام الواجب لأميريته حتى توفي سنة 1946م. ويذكر لويس أرنو أنه تعرف على مولاي امْحمد في قصر الرباط في عهد مولاي يوسف، حيث كان يعيش إقامة حرة، وأنه كان مثقفا وكانت القراءة تستقطب كل اهتمامه.